# アメリカ独立戦争の海軍作戦行動
アメリカ独立戦争の海軍作戦行動（アメリカどくりつせんそうのかいぐんさくせんこうどう、（英: The naval operations of the American Revolutionary War）はアメリカ独立戦争の開始から、1783年のパリ条約でアメリカの独立が認められるまでの間に行われたアメリカ、グレートブリテン王国（イギリス）、フランス王国等の海軍の作戦行動である。2つの期間に分けられる。
1つ目の期間は、開戦の1775年から1778年の夏までであり、イギリス海軍が大陸軍に対抗するイギリス陸軍と呼応して北アメリカの海岸、川、湖で活動した。更にイギリスの商船をアメリカの海賊行為（私掠船）から守ることも任務の一つだった。
2つ目の期間は、フランス、スペインおよびネーデルラント連邦共和国（オランダ）の相次ぐ参戦により、西インド諸島やベンガル湾にまで及ぶ海戦に拡大したものであり、1778年夏から1783年中程までの期間である。アメリカ大陸で進行中の作戦支援や通商保護が目的のものもあったが、大きなスケールでの海軍力同士のぶつかり合いもあった。

## アメリカの戦い 1775年-1778年

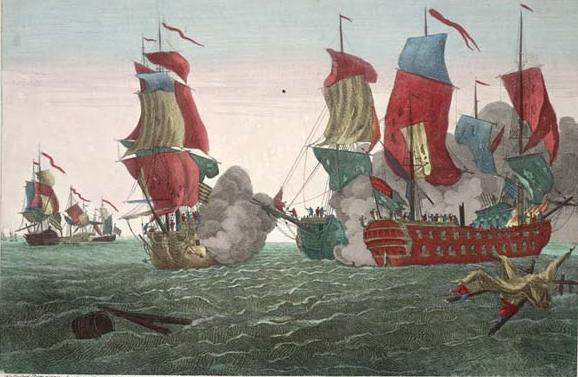
HMSセラピスとUSSボノム・リシャールの戦闘、リチャード・ペイトンの絵に基づく版画、1780年出版

フランスが1778年に参戦するまでは、海戦は小規模のものに限られていた。アメリカ独立戦争が始まった時、イギリスは戦列艦を131隻持っていたが、海軍が七年戦争時代の急ごしらえで質の落ちる艦を放置していたため、戦争開始時点で直ちに戦闘に使える戦列艦は39隻に過ぎなかったとされている。海軍大臣サンドウィッチ伯は艦船の更新計画を持っていたが、まだ実現していなかった。各泊地に派遣された提督たちは長い海岸線をパトロールするだけの戦力を持っていなかった。よってアメリカ独立戦争の最初の3年間は、主に陸軍の作戦の支援に回り、ボストン包囲戦ではトマス・ゲイジ将軍やウィリアム・ハウ将軍を助けて軍事物資や部隊の補給を行った。これらの活動の中で1775年6月12日にこの戦争では最初の海戦が起こった。当時はマサチューセッツ湾植民地に入っていたメインのマチャイアス（現在はメイン州東部）の植民地人がマチャイアスの海戦でイギリスのスクーナーを1隻捕獲した。
海岸の他の地点では、1775年10月のメインのファルマス（現在のポートランド）の焼き打ちなどのように、沿岸の町への懲罰的な攻撃にイギリス海軍が使われたが、それは敵を弱らせるのでなく怒らせるだけであった。また1776年6月に行われたサウスカロライナ植民地のチャールストンへの攻撃は不首尾に終わった。私掠船が出撃する多くの町を海上封鎖するという任務は目的を達せられなかった。故にイギリスの通商はアイルランド沿岸のようなアメリカ大陸からは遠くの地においてすら深刻な脅威を受け、ベルファストの亜麻布貿易であっても海軍による護送が必要だった。

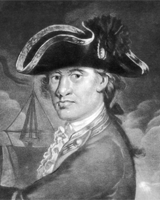
リチャード・ハウ提督、1776年ではアメリカのイギリス海軍司令官、1778年に辞任し、サンドウィッチ伯が海軍大臣である間は任務に就くことを断っていた。1782年に復帰し、ジブラルタル包囲戦を解放した。

1776年6月それまでには無かったような大編成の遠征隊が、リチャード・ハウ提督の指揮下でニューヨーク港に到着し始めた。これを目撃した者は「ロンドンの全てが浮かんでいる」ようであり、そのほど多くの帆船のマストが「林」のようだったと報告した。この艦隊は約12,000名のイギリス兵と9,000名のドイツ人傭兵を運んできた。この軍隊はその8月に大陸軍とロングアイランドの戦い（またブルックリンの戦い）を戦った。ハウは大陸軍の後衛がいたイースト川を確保できず、ジョージ・ワシントンはロングアイランドで敗れた後、一夜のうちにその軍隊や物資を無傷のままにマンハッタンまでの戦術的撤退を成し遂げた。
大陸海軍には1隻の戦列艦も無く、私掠船によってイギリスの通商を妨害するしかなかった。1776年3月23日、アメリカ独立宣言の数ヶ月前、大陸会議は拿捕免許状を発行した。アメリカの私掠船はこの戦争中に600隻のイギリス船を拿捕した。これらの私掠船は必ずしもアメリカのために働いたわけではなく、高く買ってくれるものに鹵獲品を売ったため、イギリス人が自らの奪われた荷を買い戻すということもあった。
大陸会議は1775年10月13日に大陸海軍の創設を承認した。とはいえ戦列艦を作ったわけではなく、小さな船を作って主に通商破壊を行わせた。1775年12月22日、エセク・ホプキンスが海軍総司令官に任命された。ホプキンスは小艦隊を率いて、1776年3月早くに、大陸海軍初となる作戦行動を行った（ナッソーの戦い）。バハマのナッソーでは、大陸軍が大いに必要とする火薬を貯蔵していた。4月6日、戦隊は20門搭載のイギリス軍艦グラスゴーと遭遇し、初めての海戦となったが、これは負け戦だった。1778年4月24日、ジョン・ポール・ジョーンズ船長はイギリス軍艦ドレークを拿捕して（ノース海峡の海戦）アメリカ海軍最初の英雄になった。これはイギリスの支配海域におけるアメリカ軍艦初めての勝利にもなった。ジョーンズはまた1779年9月23日、軍艦ボンノム・リチャードを指揮してイギリス軍艦セラピスを拿捕した。
1778年にはジョン・ポール・ジョーンズ率いる大陸海軍がイギリス本国カンブリア州のホワイトヘブン港を襲った。この奇襲上陸はジョーンズの報復のためであって、占領を目的としたものではなかったが、イギリス本国に恐慌をもたらした。これがフランスやスペインのような国によって模倣されうるという弱点を明らかにしたからである。その結果、しばらくは本国の港の防御を高めることに熱心になった。
アメリカ大陸では1776年4月、イギリス軍のボストン撤退をイギリス海軍が助け、陸軍をハリファックスまで撤退させた後、6月にはニューヨークに運んだ。1777年7月のフィラデルフィア方面作戦でも陸軍を運んだ。セントローレンス川と五大湖地方では、更に攻撃的な役割も果たした。1776年5月のチャールズ・ダグラス海尉によるケベック解放では大陸軍のベネディクト・アーノルド将軍を撤退に追いやった。10月、シャンプレーン湖でのバルカー島の戦いではアーノルドの戦隊を破壊してカナダ戦線を確保し、1777年のジョン・バーゴイン将軍による遠征の基盤を造った。しかしバーゴインはサラトガで降伏した。

## フランスの参戦 1778年
- アメリカ独立戦争におけるフランスも参照。

| 年   | フランス | スペイン | オランダ | アメリカ | 同盟軍合計 | イギリス |
| ---- | -------- | -------- | -------- | -------- | ---------- | -------- |
| 1778 | 52       | -        | -        | 0        | 52         | 66       |
| 1779 | 63       | 58       | -        | 0        | 121        | 90       |
| 1780 | 69       | 48       | -        | 0        | 117        | 95       |
| 1781 | 70       | 54       | 13       | 0        | 137        | 94       |
| 1782 | 73       | 54       | 19       | 0        | 146        | 94       |

ベンジャミン・フランクリンはフランスが参戦する前に1年以上フランスに滞在していた。サラトガでのイギリス軍降伏に続いて1778年にフランスが参戦した。フランスはそれ以前からアメリカの私掠船や陸軍には密かに援助を行っていた。英仏関係が危機に瀕した3月、イギリスの大使ストーモント卿がパリから呼び戻されたが、どちらの艦隊も準備ができておらず、実際に戦闘が起こったのは7月だった。
フランス政府はイギリスよりはいくぶん準備ができていた。4月13日、デスタン伯爵の指揮で12隻の戦列艦と4隻のフリゲートがトゥーロン港からアメリカに向けて出港した。ジブラルタル海峡を何の抵抗もなく5月16日に通過したが、乗組員の未熟さと、捕獲賞金獲得のために時間を費やすという彼自身のミスのために遅れを生じ、デラウェア川の河口に着いたのは7月8日だった。
フランス政府には3つの目標があった。大陸軍を援助すること、西インド諸島からイギリス軍を排除すること、そしてイギリス海軍の主力をイギリス海峡に引きつけること、である。そのために、第2のより強力な艦隊がドルヴィリュー伯爵ルイ・ジローの指揮下ブレスト港で出港準備を始めた。
イギリス政府はジブラルタル海峡の支配は当面無視することとし、6月9日にジョン・バイロン提督を13隻の戦列艦とともにプリマスから出港させた。アメリカではウィリアム・ハウ将軍の兄リチャード・ハウ提督が待ち受けていた。イギリス海軍はオーガスタス・ケッペル指揮下の西部戦隊と呼ばれる強力部隊を本国で集めた。
ケッペルは6月から予備的な巡航を開始し、7月27日、ついにブレスト沖でドルヴィリュー伯の戦隊と海戦に及んだ（ウェサン島の海戦）。戦力はほぼ等しかったが戦闘は決着が着かず、互いに砲火を交わしながら航過しただけに終わった。これについてイギリス軍首脳の間に政治的な意見の相違から激しい議論が持ち上がり、ケッペルと部下の戦隊指揮官の2件の軍法会議が開かれた。結果は双方とも無罪となったがその後ケッペルは司令官を辞任した。これは海軍の統率には大きな痛手であった。ヨーロッパ海域ではこれ以上の特記すべき事件はなかった。
デスタン艦隊の接近の知らせは、アメリカの海岸部において、イギリス軍の指揮官が1778年6月18日にフィラデルフィアを放棄する動きにつながった。リチャード・ハウは9隻の小型戦列艦からなる彼の部隊を集結させ、6月29日にニュージャージー植民地のサンディフックを出港し、7月11日にデスタンの動きを掴んだ。フランス提督は敢えて海戦を挑もうとはせず、7月22日には大陸軍と協力してロードアイランド植民地のイギリス軍を排除する方向に動いた（ロードアイランドの戦い）。ハウは僅かな増援を受けた後にフランス戦隊を追おうとした。フランス提督はロードアイランドのニューポートに停泊しており、ハウの戦隊に向かおうとしたが嵐のために遭遇は叶わなかった。デスタンは8月21日にボストンに向かった。
ハウは結局バイロンの援助を受けられなかった。装備の十分でなかったバイロン艦隊は7月3日の暴風で中部大西洋上に散り散りになっていたためである。彼の艦隊は9月にようやく目的地に着いた。ハウは7月25日に辞任し、バイロンと交替した。

## 西インド諸島 1778年-1779年
冬が近づいて、北アメリカ沿岸での作戦行動は危険になった。西インド諸島では6月から10月にかけてがハリケーンの季節であるが、北部の海岸では逆に10月から6月までが嵐の多い冬を含む危険な季節である。このことが戦争における海軍の作戦行動に大きく影響していた。
1778年11月4日、デスタンは西インド諸島に向かった。ハリファックスやニューファンドランド島での協力を期待していた大陸軍にとっては思いがけないことであった。同じ日に、イギリス軍のウィリアム・ホザム代将が西インド諸島の艦隊増援のためにニューヨークを出帆した。9月7日にはフランスのマルティニーク島総督ド・ブイエ侯爵フランソワ・クロード・アムールがイギリス領のドミニカ島を占領していた。リーワード諸島にいたイギリス軍のサミュエル・バリントン提督がホザムの増援を得て12月13日から14日にセントルシア島を占領することにより報復した。デスタンはホーサムを追撃したが、12月15日にセントルシア島クルドサック湾付近でバリントンと2度にわたる小戦闘を行い、結局退けられた（セントルシア島の海戦）。
1779年1月6日、イギリス海軍のバイロン提督が西インド諸島に到着した。この年の前半はお互いに警戒しあっていたが、6月にバイロンが商船隊の帰国を護衛するためにアンティグア島に向かった隙に、デスタンはまずセントビンセント島を、続いてグレナダ島を占領した。戻っていたバイロンは救援に駆け付けたが間に合わなかった。7月6日にグレナダ島沖で海戦（グレナダの海戦）があったが決定的な結果とはならなかった。西インド諸島での戦いは一旦終息し、バイロンは8月に帰国した。デスタンは9月にジョージア植民地のサバンナで大陸軍と協働したものの不首尾に終わり、やはり帰国した。

## スペインの参戦 1779年-1780年

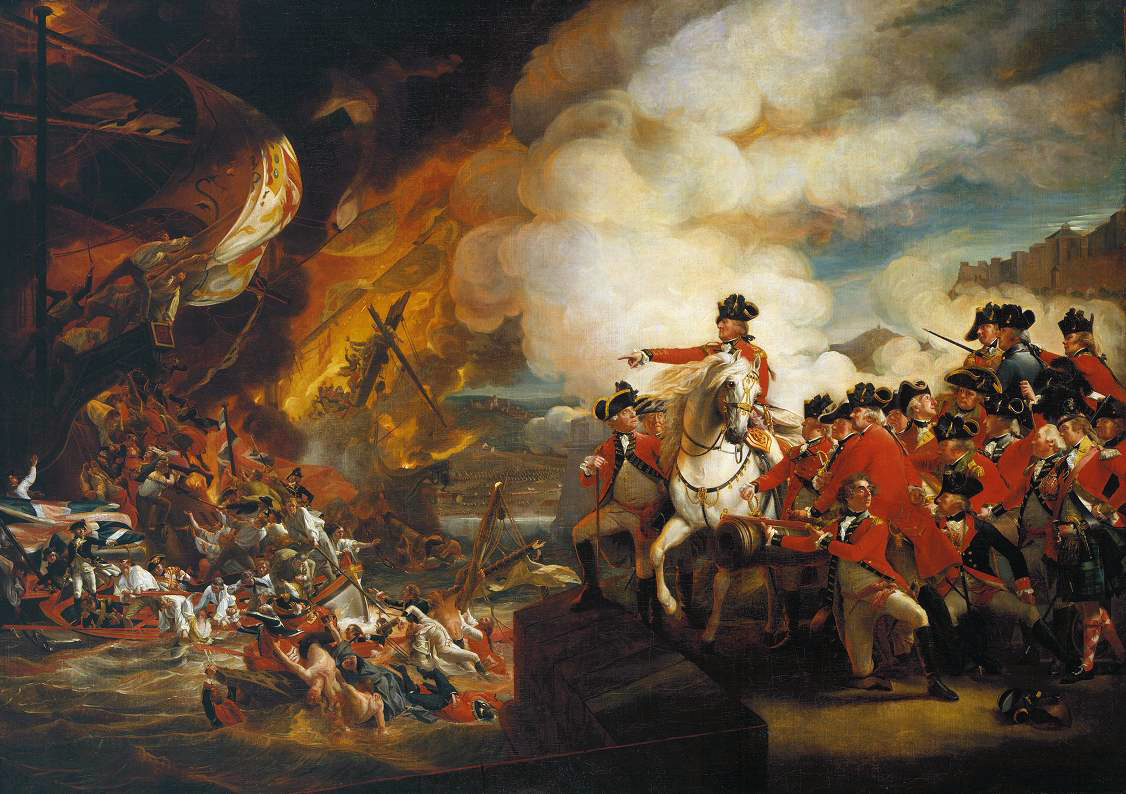
ジブラルタル包囲戦

ヨーロッパの海域では、スペインの参戦でイギリス海峡が66隻の戦列艦を擁するフランス・スペイン連合艦隊の侵入を受けていた（1779年の無敵艦隊）。イギリスはそれに対してサー・チャールズ・ハーディのもとに35隻の戦列艦しか集められなかった。しかし、連合軍の到着は遅く、そして何もしなかった。彼らは9月早くには撤退し、イギリス商船団を妨害することすらできなかった。その間、スペイン軍はジブラルタルの包囲を固めていた。
それまでイギリス海軍は防衛に徹しており、西インド諸島を除いて具体的な損失はなかったが、勝利もなかった。1780年の戦況もおおむね同様に推移していた。イギリス政府はブレスト港やスペインの港を封鎖できるだけの力が無いと感じていたので、行動は敵の動きに対応するだけの限定的なものにとどまっていた。イギリス海峡では、フランス・スペイン連合艦隊の作戦の拙劣さによって惨事を免れた。数的には優位にあったこの連合艦隊の唯一の戦果は、東インドや西インドに軍隊を運ぶ大きな輸送船団を捕獲したことだけだった。
しかしアメリカ沿岸や西インド諸島では状況はより活発に動いていた。1779年早く、イギリスのマリオット・アーバスノット提督が北アメリカの指揮官として赴任した。フランス側はド・グッシェン伯爵が西インド諸島の支援に赴き前年デスタンが残した艦隊を引き継いだ。彼は3月に到着すると、セントルシア島のグロスアイレット湾にハイド・パーカー指揮下のイギリス小戦隊を封じ込めることができた。
スペイン参戦後の1780年、イギリスのジャマイカ総督であり総司令官だったジョン・ドーリング少将は、スペイン領ニカラグアへの侵攻を計画した。最終目的はサン・フアン川を船でニカラグア湖まで遡って、グラナダの町を占領することだった。それはアメリカにおけるスペイン植民地を実質的に分断するとともに、太平洋へのアクセスの潜在的な可能性をもたらすものだった。この侵攻は病気の蔓延と兵站の困難さのため、最終的には損失の大きな失敗に終わった。。
2月3日にジャマイカを出航したこの遠征隊は軍艦ヒンチンブルックに乗る21歳のホレーショ・ネルソン海尉に支援された、ネルソンはその船の中では最高位の士官だったが、海戦を行うには権限に限界があった。全体の指揮官は第60歩兵連隊のジョン・ポルソン大尉（地元では少佐）であり、ポルソンはネルソンの能力を認め、密接に協力し合っていた。ポルソンの指揮下には第60歩兵連隊と第79歩兵連隊が300ないし400名の正規兵、およびドーリングが起ち上げた王立アイルランド軍団の約300名からなっており、黒人やミスキート・インディアンを含み地元からの志願兵数百名も入っていた。
途中でかなり遅れが出た後に、この遠征隊は3月17日にサンフアン川を遡り始めた。4月9日、ネルソンがその軍歴では初めての白兵戦を率いてバルトラ島のスペイン砲台を占領した。さらに上流5マイル (8 km) には約150名の守備隊とそのた86名がいるサンフアン砦があり、これを4月13日に包囲した。イギリス軍はまずい計画と物資を失ったことのために大砲の弾薬と兵士の食料が尽き掛けていた。4月20日に熱帯の雨が降り始めて、兵士達がおそらくはマラリアと赤痢さらに腸チフスに罹り死に始めた。
ネルソンは初期に病気に罹った者であり、砦のスペイン軍が降伏する1日前の4月28日に船で下流に戻された。5月15日には約450名のイギリス軍援軍が到着したが、黒人やインディアンは病気や不満の故に遠征隊から逃亡した。ドーリングは援軍を集めようと主張したが、病気の蔓延が重い負担となり、11月8日に遠征が中断された。イギリス軍は出発前に砦を爆破したが、スペイン軍がその残骸を再占領した。この遠征全体で、イギリス軍は2,500名以上の者を死なせ、戦争全体でも損失の最も大きな作戦行動となった。
1780年5月、フランスのブレスト港からダルザック・ド・テルネーが7隻の戦列艦と6,000人のフランス兵を載せた船団を率いて大陸軍への協力のため出港した。彼は6月20日にバミューダ島近くでイギリスのコーンウォリスの部隊と小競り合いを演じ、7月11日にロードアイランドに到着した。
スペインは8月9日の戦闘で、イギリス商船による西および東インド諸島船団捕獲の試みを挫いた。
この年の残りと翌年の初めは、イギリス海軍はニューヨーク、フランス海軍はニューポートに本拠を置いてお互いに相手の出方を見ていた。その年も西インド諸島が重要な作戦行動の舞台となった。2月と3月に、ベルナルド・デ・ガルベス指揮下のスペイン艦隊がニューオーリンズから西フロリダを侵略し成功を収めた。1782年にはガルベスの部隊がバハマのニュープロビデンスにあったイギリス海軍基地を占領した。

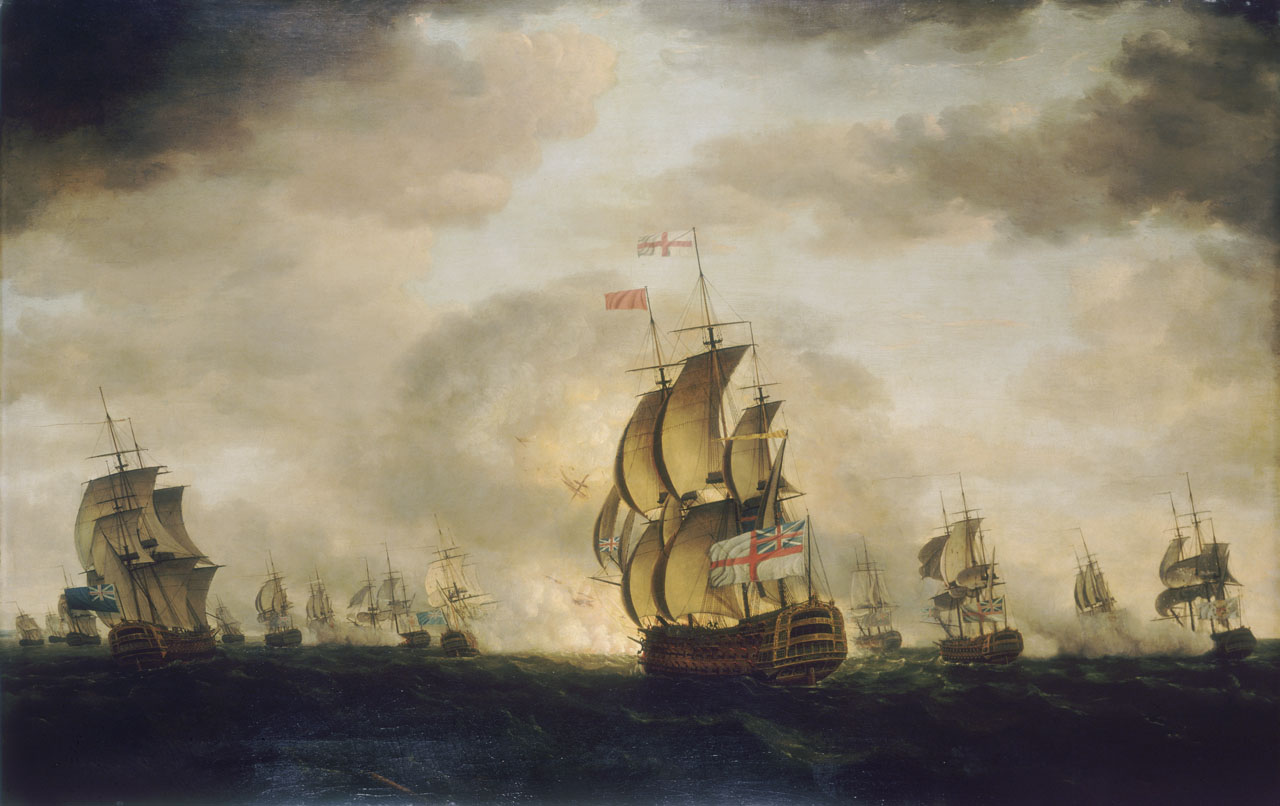
サン・ビセンテ岬の月光の海戦、前面はロドニーの旗艦サンドウィッチ、爆発しているのはサントドミンゴ、1780年1月16日、フランシス・ホールマン画、1780年

1779年の末に、イギリスのサー・ジョージ・ロドニーに大きな海軍戦力が委ねられ、ジブラルタルの救援とミノルカ島への補給の任が課せられた。ロドニーは戦隊の一部とともに西インド諸島に向かうことも任務だった。12月29日、西インド諸島に向かう商船隊を保護下に置き、1780年1月7日、フィニステレ岬沖でスペインの商船隊を捕獲、1月16日、サン・ヴィセンテ岬沖で小規模なスペイン戦隊を破った（サン・ビセンテ岬の月光の海戦）。1月19日にはジブラルタルを救援し、2月13日西インド諸島に向かった。
3月27日、ロドニーはセントルシアでハイド・パーカー卿と合流した。フランスのグッシェンはマルティニーク島のフォール・ロワイヤルに撤退した。7月までロドニーとグッシェンの部隊は力が拮抗しており、マルティニーク島近くでの行動を続けた。イギリスの提督は接近戦を挑もうとしていたが4月17日の最初の遭遇戦（マルティニーク島の海戦）では、ロドニーの命令を艦長達が取り違え、決着が付かなかった。彼は敵の戦列の後部に自部隊を集中させようとしたが、彼の部下の艦長達はフランス艦隊の戦列に添って散開してしまい、攻撃の集中を欠いてしまった。5月15日と19日も接近があったが、フランスの提督が交戦を求めなかった。
スペインの戦列艦12隻からなる艦隊が6月に到着し、連合軍が数的優位に立ったので、ロドニーはセントルシア島のグロスアイレット湾に撤退した。しかし決定的なことは何も起こらなかった。スペイン艦隊は準備ができておらず、フランス艦隊は休養を必要としていたからである。スペイン艦隊はハバナに行き、フランス艦隊はサン・ドマングに向かった。7月、ハリケーンシーズンの到来により、ロドニーは9月14日ニューヨークに移動した。グッシェンは疲れ果てた艦隊を引きつれて帰国した。12月6日、ロドニーは、北アメリカのナラガンセット湾にいるフランス艦隊には何もできなかったので、バルバドスに戻った。バルバドスに残した艦隊は10月に起こった「1780年のグレートハリケーン」で壊滅的な打撃を受けていた。

## 新大陸での最後の作戦行動 1781年-1782年
1780年暮れまでの海軍軍事行動は一貫性のないものであったが、1781年になってある程度筋の通ったものになってきた。連合軍は西インド諸島やミノルカ島、ジブラルタルといった2次的な目標に方針を変えた。イギリス軍は、防御的な動きに専心した。オランダが連合軍に加わったため、イギリス政府は北海の通商を守るために他の方面から艦隊を割かざるを得なかった。8月5日にドッガーバンクでサー・ハイド・パーカーとオランダのズートマン提督の間で激しい戦いがあった。どちらも商船の護衛にあたっていた時のことである。しかし、オランダは戦争の行方に大きな影響を与えることはできなかった。連合軍は再度イギリス海峡でイギリス艦隊に戦いを挑んだが失敗した。彼らはまた、イギリスのジョージ・ダービー提督が4月に行ったジブラルタルやミノルカ島の救援を妨げることもできなかった。しかしミノルカ島はその後厳重に包囲され、1782年2月5日には降伏を余儀なくされた。フランスは西インド諸島とアメリカで積極策を展開し、東インドでもイギリスの優位を脅かす攻撃を始めた。
西インド諸島では、ロドニーがその年の早くにオランダ参戦の報を聞いて、1781年2月3日に戦時禁制品の大きな保管場所であったシント・ユースタティウス島を占領した。ロドニーは戦利品の確保と売却を独り占めし、最近着任した副将サー・サミュエル・フッドにも係わらせなかったとして告発された。フッドは、マルティニーク島に向かうと考えられているフランス艦隊の到着を阻止するために適切な対応を行った。フランスの提督、ド・グラスは増援部隊とともに4月に到着した。彼は7月までの間、ロドニーとの戦闘を避けながら、巧みにイギリス軍の島を脅かす戦術を取った。7月になると彼は北アメリカ沿岸部に向けて移動し、8月、健康を害して帰国していたロドニーに代わって指揮を取っていたフッドがその後を追った。

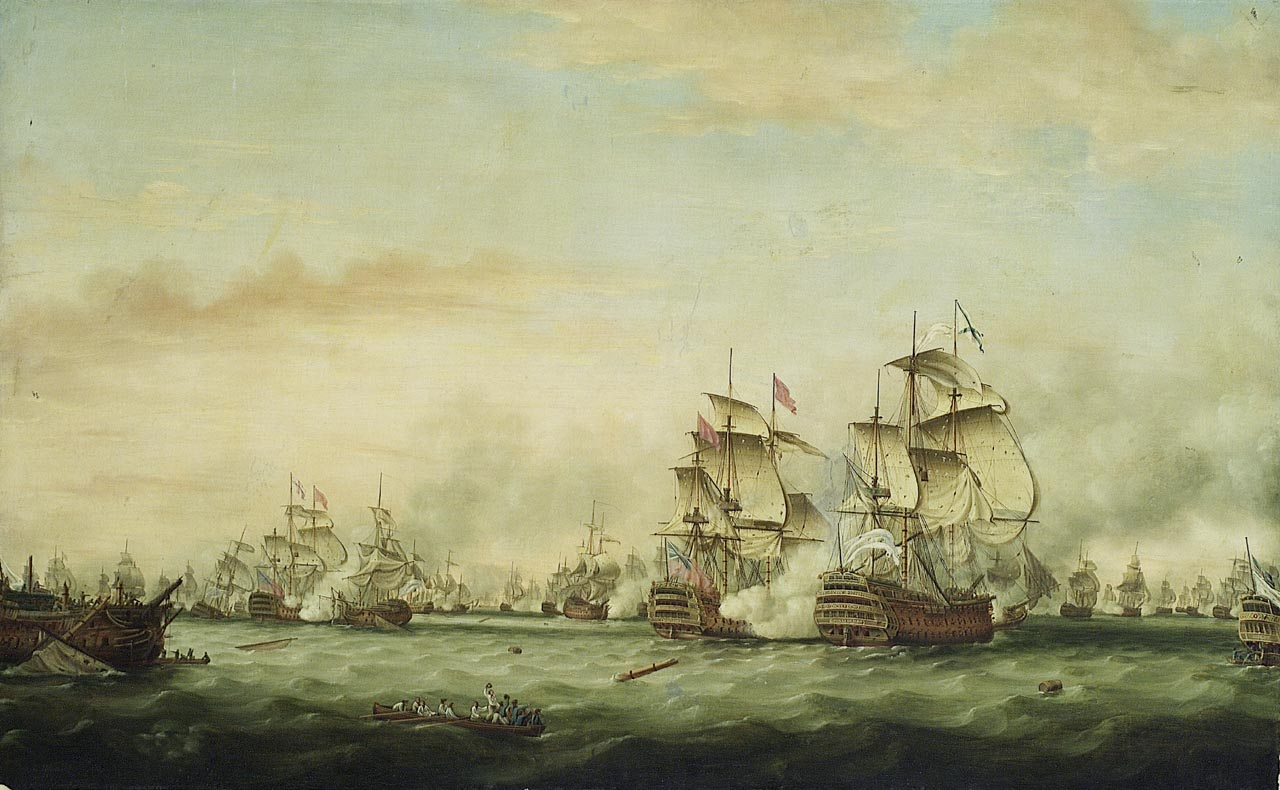
セインツの海戦でのビル・ド・パリの降伏、1782年4月12日、トマス・ウィットコーム画、1783年。サミュエル・フッドのバーフルール（中央）が右手、フランス海軍の旗艦ビル・ド・パリを攻撃している様子。

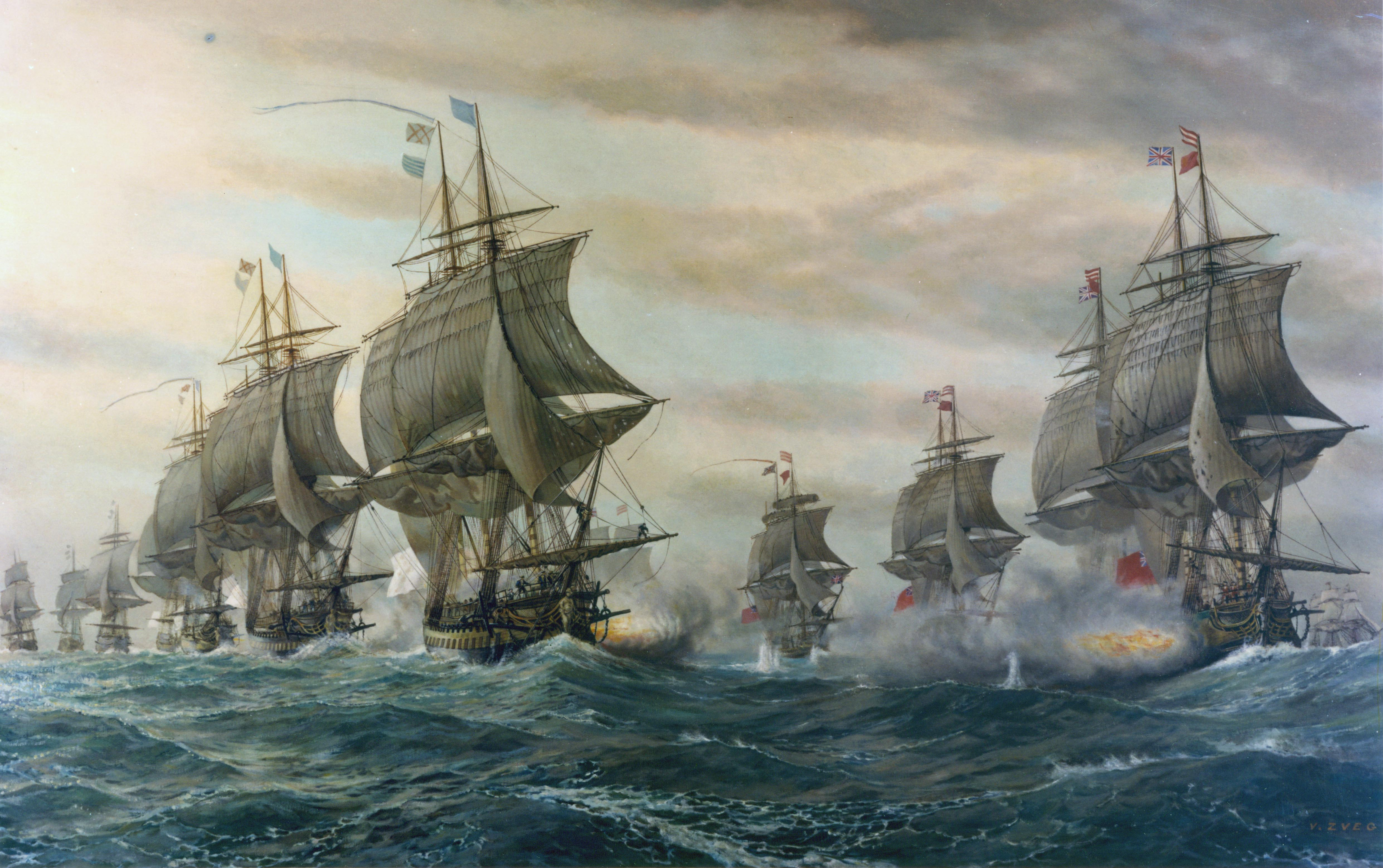
チェサピーク湾の海戦でのフランスの戦列艦ヴィル・ド・パリとオーギュスト

北アメリカ沿岸では戦争が決定的な局面にあった。その年の前半はイギリス軍がニューヨークに、フランス軍がニューポートにあってにらみ合っていた。4月に、イギリスのアーバスノット提督が、バージニア植民地に増援を運ぶフランスの試みを阻止することに成功した。彼は4月16日にバージニアの沖合いで戦い（ヘンリー岬の海戦）、指揮は拙劣だったが主たる目的は果たされた。ジョージ・ワシントンはバージニアあるいはニューヨークのイギリス軍のどれか一つに攻撃を集中させようと切望していたが、それを実行するにはド・グラスの到着を待つ必要があった。フランスの提督は、バージニア沿岸では海軍力で優位にたっており、イギリス陸軍の司令官コーンウォリス卿はヨークタウンで孤立していた。アーバスノットの後任、トーマス・グレイブス提督は西インド諸島からフッドの増援を受けてフランス艦隊を駆逐しようとした。しかし9月5日の不本意な戦い（チェサピーク湾の海戦）で彼は敗れ、フランス艦隊によるチェサピーク湾の支配を排除することができなかった。ド・グラスは増援を受け取り、グレイブスは去った。ヨークタウンは10月19日に陥落し、北アメリカ沿岸での戦いは終わった。
フランスの提督は西インド諸島に帰り、フッドの追撃を受けながらイギリスの島々の攻撃を再開した。1782年の1月と2月に、ド・グラスはフッドの決死的な抵抗を排除してセントクリストファー島を占領した。フッドは劣勢の艦隊を率いながら、バセテールを根拠地としてフランス艦隊に何度も立ち向かった。フランスの次の目標はスペインと協働してジャマイカを攻撃することだった。サー・ジョージ・ロドニーが援軍を連れてイギリスから戻り、1782年4月12日のセインツの海戦に代表される一連の作戦行動によってその計画を頓挫させた。これ以後、西インド諸島では特記すべき作戦行動は行われていない。8月にフランスのラ・ペルーズ伯爵の戦隊がハドソン湾を襲撃し、多くのイギリス軍基地を占領し略奪した（ハドソン湾遠征）。イギリス本国ではハウ提督が1782年9月と10月に包囲されていたジブラルタルをついに解放した。

## 東インド方面作戦 1778年-1783年

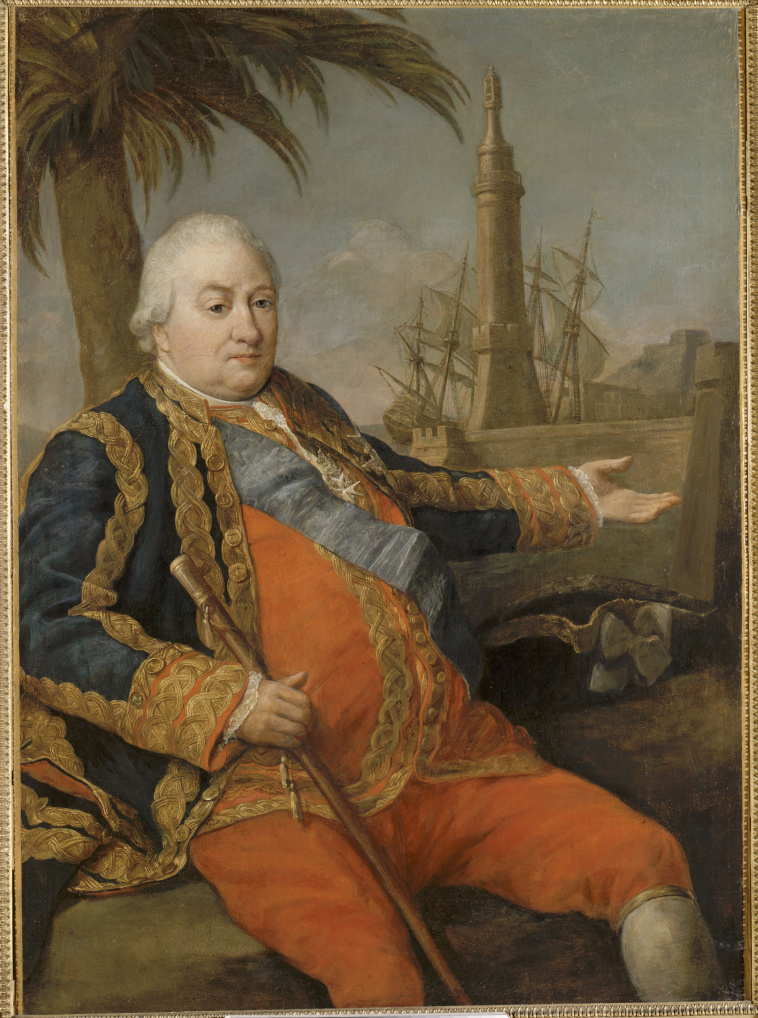
ピエール・アンドレ・ド・シュフラン提督

アメリカ独立戦争の東インド諸島方面への影響には、いくつかの別個の流れが存在する。1778年、フランスの参戦に直ちに対応したイギリスはフランスの植民地ポンディシェリを2ヶ月間の包囲後に占領した。8月10日にはベンガル湾でイギリスの海軍士官の率いる部隊とフランスのM・ド・トロンジョリーとの間で小さな海戦があったが、この海域のフランス軍は攻勢に出るにはあまりに非力で、1782年の初めまでブルボン島（レユニオン島）とモーリシャス島にとどまっていた。
1781年春、フランスのピエール・アンドレ・ド・シュフラン提督が小戦隊とともに東洋に派遣された。彼はその途中、喜望峰をオランダから奪取すべく派遣されたイギリス艦隊がポルトガル領ポルト・プラヤに停泊しているのを発見し、4月16日、これを破った（ポルト・プラヤの海戦）。この攻撃は結果的に決着が付いていないが、シュフランはイギリス軍より先に喜望峰に到着し、イギリス軍の攻撃を阻止した。喜望峰の安全を確保した後、シュフランはモーリシャス島に向かい、そこで援軍となる艦船及び兵士と合流した。1782年、シュフランはベンガル湾のイギリス軍に激しい攻撃を仕掛けるべく、年の初めから活動を開始した。1782年の2月17日から1783年の6月20日まで、彼はイギリスのエドワード・ヒューズ提督と5度戦い、勢力の拮抗状態を維持したが決着のつくものではなかった。
シュフランには船を修理する港もなく、またインド・マイソールの太守ハイダル・アリー以外には同盟者が無かったにもかかわらず、北東モンスーンの時期ですらフランス領諸島に戻らず、海上行動を続けた（アリーは1778年にインド西海岸のフランス領マエ港を占領した後にイギリスとの第二次アングロ・マイソール戦争を始めていた）。シュフランは修理のためにはオランダ領アチェ港（現インドネシア）に行った。1782年7月にはスリランカのイギリス領トリンコマリーを占領した。1783年4月20日にはアメリカ独立戦争では最後の戦闘と考えられるのカッダロール沖の海戦が起こった。カッダロールではイギリス軍がフランス軍を包囲していた。ヒューズの方が優秀な艦隊を持っていたが、シュフランはヒューズが援軍を上陸させるのを阻止した。休戦の予備合意がなされたという報せによって、包囲戦と長く続いたヒューズとシュフランの戦いは終わった。

## その他の文献
- Allen, Gardner W. A Naval History of the American Revolution. 2 volumes. Boston and New York: Houghton Mifflin, 1913. (available online)
- Augur, Helen. The Secret War of Independence. New York: Duell, 1955.
- Chevalier, Louis E. Histoire de la marine francaise pendant la Guerre de l'Independence americaine. Paris, 1877.
- Dull, Jonathan R. The French Navy and American Independence: A Study of Arms and Diplomacy, 1774?1787. New Jersey: Princeton University Press, 1975.
- James, William Milbourne. The British Navy in Adversity: A Study of the War of American Independence. London: Longmans, 1926.
- Knox, Dudley Wright. The Naval Genius of George Washington. Boston: Houghton Mifflin, 1932.
- Lewis, Charles Lee. Admiral de Grasse and American Independence. Annapolis: United States Naval Institute, 1945.
- Mahan, Alfred T. The Influence of Sea Power upon History. 1890.
- Mahan, Alfred T. The Major Operations of the Navies in the War of American Independence. Boston: Little, Brown, and company: 1913.
- Middlebrook, Louis F. History of Maritime Connecticut during the American Revolution, 1775-1783. 2 volumes. Salem, Mass.: Essex, 1925.
- Paullin, Charles Oscar. The Navy of the American Revolution: Its Administration, its Policy, and its Achievements. Cleveland: Burrows, 1906.
- Tuchman, Barbara. The First Salute: A View of the American Revolution. New York: Knopf, 1988. ISBN 0-394-55333-0.